# Дармштадтский технический университет
Дармштадтский технический университет (Технический университет Дармштадта (нем. Technische Universität Darmstadt, TU Darmstadt) — один из наиболее известных технических университетов, является членом TU 9. Основан 10 октября 1877 года как Дармштадтская высшая техническая школа (нем. Technische Hochschule zu Darmstadt), впоследствии приобрёл статус высшего учебного заведения. Был первым учебным заведением в мире, в котором читался курс электротехники (в 1882/1883 учебном году).
Основные направления в ТУ Дармштадт является:  
1. архитектура - Architektur (FB15);
2. гражданское строительство - Bau- und Umweltingenieurwissenschaft (FB13)
3. машиностроение - Maschinenbau (FB16);
4. материаловедение - Material- und Geowissenschaften (FB11)
5. информатика - Informatik (FB20)
6. электротехника - Elektrotechnik  (FB18)
7. педагогика;
8. физико-математические науки (в подвале одного из зданий университета был ускоритель заряженных частиц для исследования протонов. Это база работы Дармштадтского института тяжёлых ионов[4]);

Но есть два направления, которые особенно характеризуют этот университет - это машиностроение и электротехника. 
Здание машиностроения находится в отдельном кампусе университета, расположенном в Standort Lichtwiese, огромном семиэтажное здании, где расположились множество различных институтов, вот только некоторые из них: институт мехатроники, институт автомобилестроения, институт обработки давлением. 
За зданием машиностроительного факультета расположены цеха, где студенты развивают свои проекты, связанные с:
- аэрокосмической индустрией (в подвале расположены стенд для анализа работы реактивной турбины самолета).
- с автомобилестроением (исследуют альтернативные виды топлива).
- с сетевым планированием технологических процессов (отрабатывают механизмы работы кибер-физических систем связанных с индустрией 4.0).
- с аддитивными технологиями (университет сотрудничает с компанией EOS и обладает тремя SLM установками для печати из металлического порошка, занимается фундаментальными вопросами формирования деталей и макроструктур, разрабатывает свои режимы печати, проводит исследования в области печати из частиц металла намного меньше стандартного порошка для печати).
- и многое другое.

Университет тесно сотрудничает с институтом Фраунгофер, многие преподаватели по инновационным дисциплинам являются сотрудниками института. 
В университете есть две основные платформы для студентов: Moodle и TUCaN. Первая является складом для всех лекции по выбранным предметам, вторая (TUCaN) является платформой для регистрации на интересующие вас предметы, здесь можно посмотреть расписание, план лекций, количество зачетных единиц за предмет (CD), сданные экзамены.
Университет делится на два основных Кампуса: 
1. Центральный кампус - "Stadtmitte". Все здания расположенные здесь имеют префикс S, например S1/03 (или S103) означает что здание расположено в центре, в центральной группе (число 1 после S).
2. Лихтвизе кампус- "Lichtwiese".  Все здания расположенные здесь имеют префикс L, например L01/01(или L101).

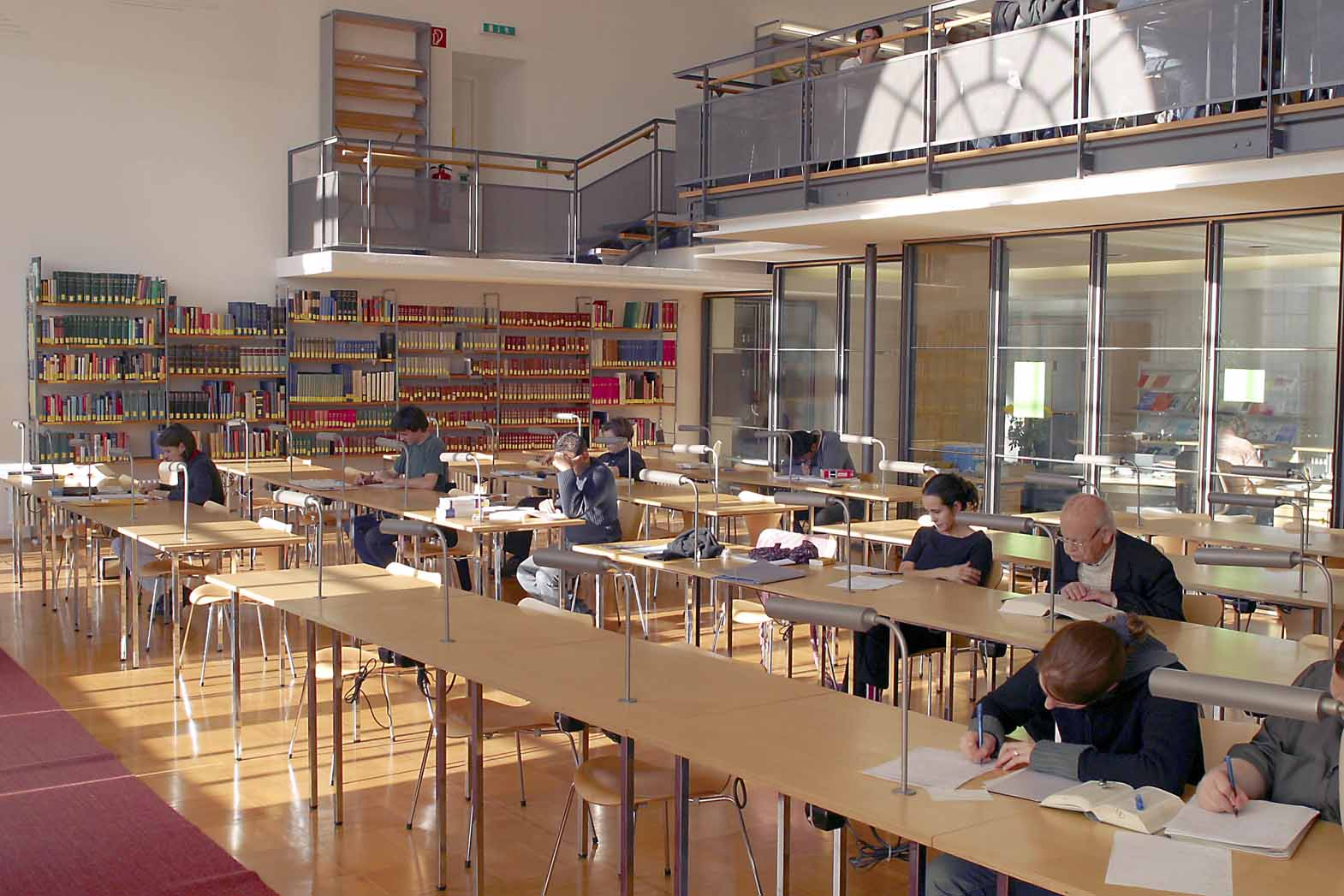
Читальный зал университетской библиотеки.

## Президенты университета
- Арнольд Бергер
- Гельмут Бёме[нем.] (1971—1995)
- Johann-Dietrich Wörner[нем.] (1995—2007)
- Ханс Юрген Прёмель[нем.] (с 2007)